# National Freeway 3 (Taiwan)

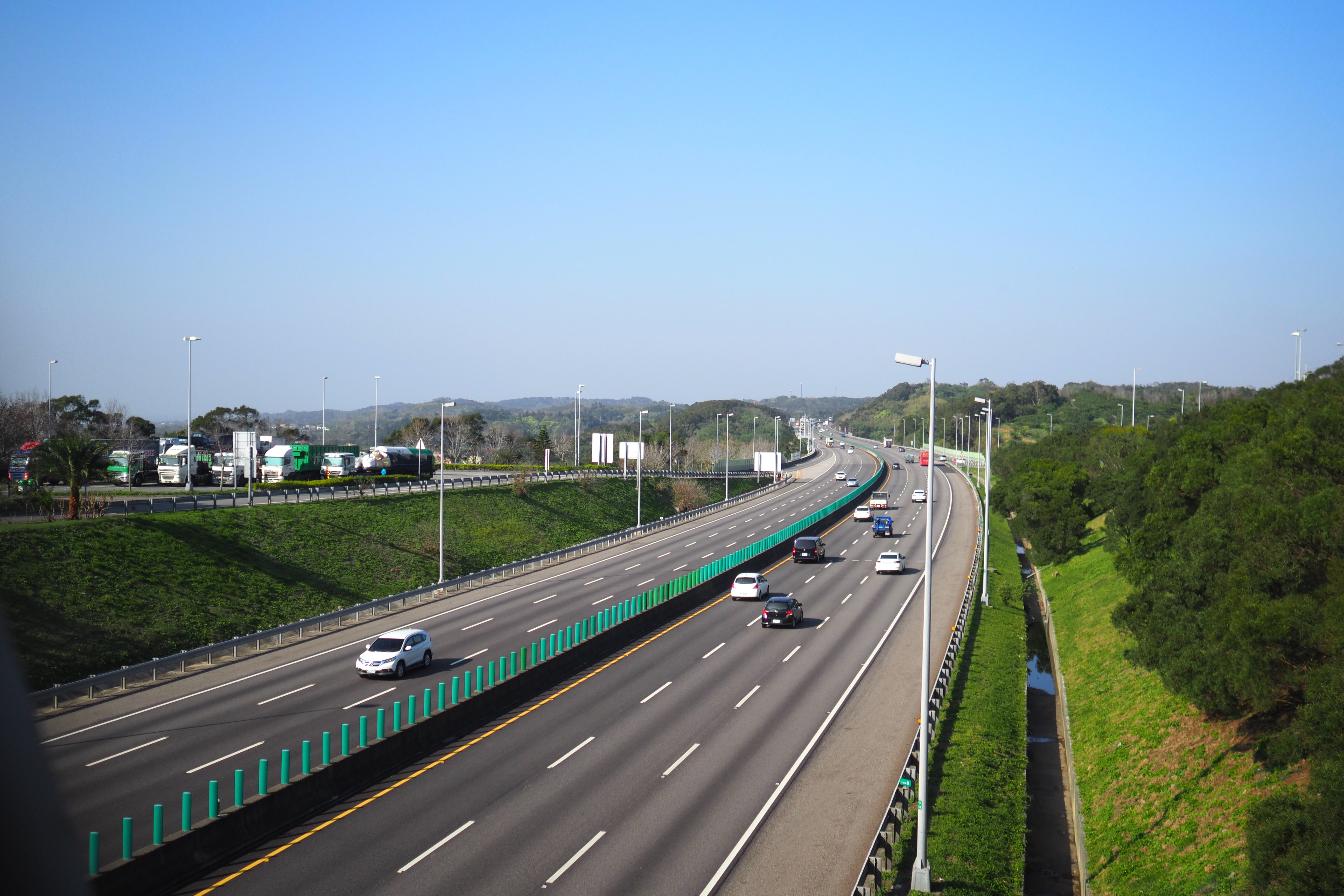

De National Freeway 3 (Chinees: 國道三號, Guódào sān hào, 國道3號) of Formosa Freeway (Chinees: 福爾摩沙高速公路, Fúěrmóshā gāosù gōnglù) is een autosnelweg in Taiwan. De snelweg is 430,5 kilometer lang en verbindt Keelung met Linbian. De autosnelweg werd geopend in 1993.
National Freeway 1 ·
National Freeway 2 ·
National Freeway 3 ·
National Freeway 3A ·
National Freeway 4 ·
National Freeway 5 ·
National Freeway 6 ·
National Freeway 7 ·
National Freeway 8 ·
National Freeway 10